# Voeren

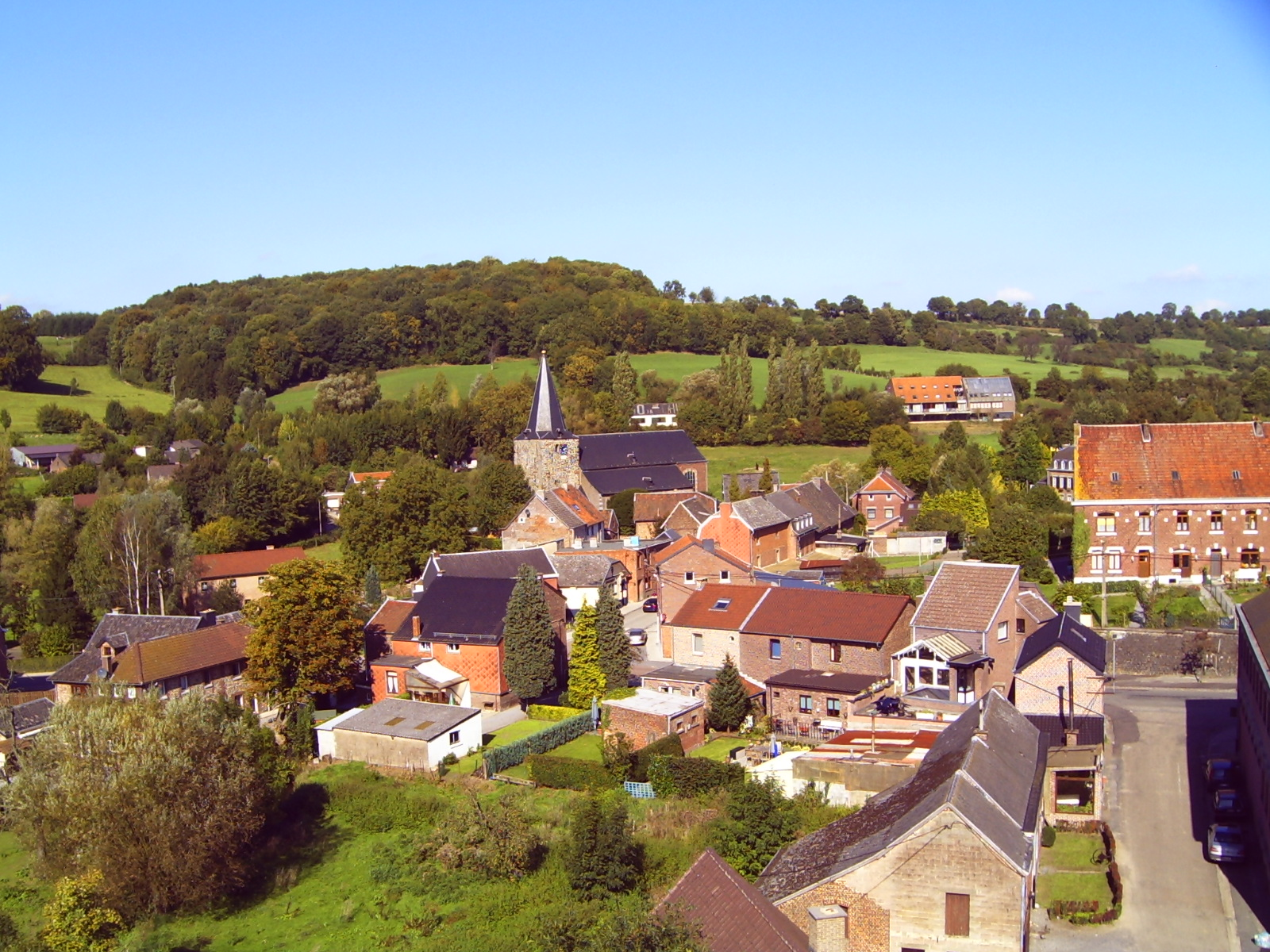
Sint-Martens-Voeren

Voeren (Fourons trong tiếng Pháp) là một đô thị ở tỉnh Limburg. Đô thị này giáp Hà Lan về phía bắc và tỉnh Liège về phía nam.
Đô thị Voeren đã được lập trong cuộc cải cách đô thị năm 1977. Tại thời điểm ngày 1 tháng 1 năm 2008, Voeren có tổng dân số 4.207 người. Tổng diện tích là 50,63 km², với mật độ dân số 83 người trên mỗi km². Khoảng 25% dân số là người nước ngoài, phần lớn là người Hà Lan.
Đô thị này có 6 làng: 's-Gravenvoeren, Sint-Pieters-Voeren, Sint-Martens-Voeren, Moelingen, Teuven và Remersdaal.